# Ajutaj
În dinamica fluidelor și termodinamică un ajutaj este un canal cu secțiunea variabilă în sensul curgerii, folosit pentru accelerarea sau frânarea curgerii unui fluid în vederea transformării optime a energiei potențiale (de presiune) a fluidului în energie cinetică sau invers. În funcție de forma sa și de  raportul de presiuni de la capetele sale, curgerea poate fi subsonică, sonică sau supersonică.

## Forme

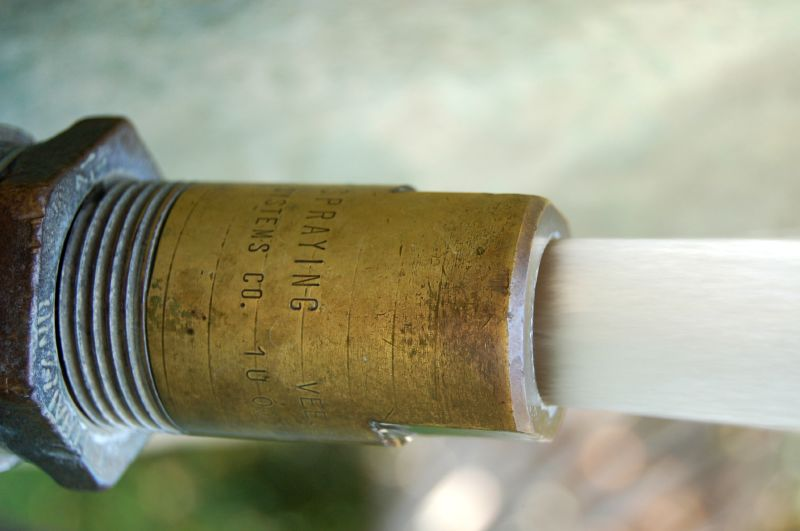
Un ajutaj cu secțiune constantă pentru a crea un jet de apă

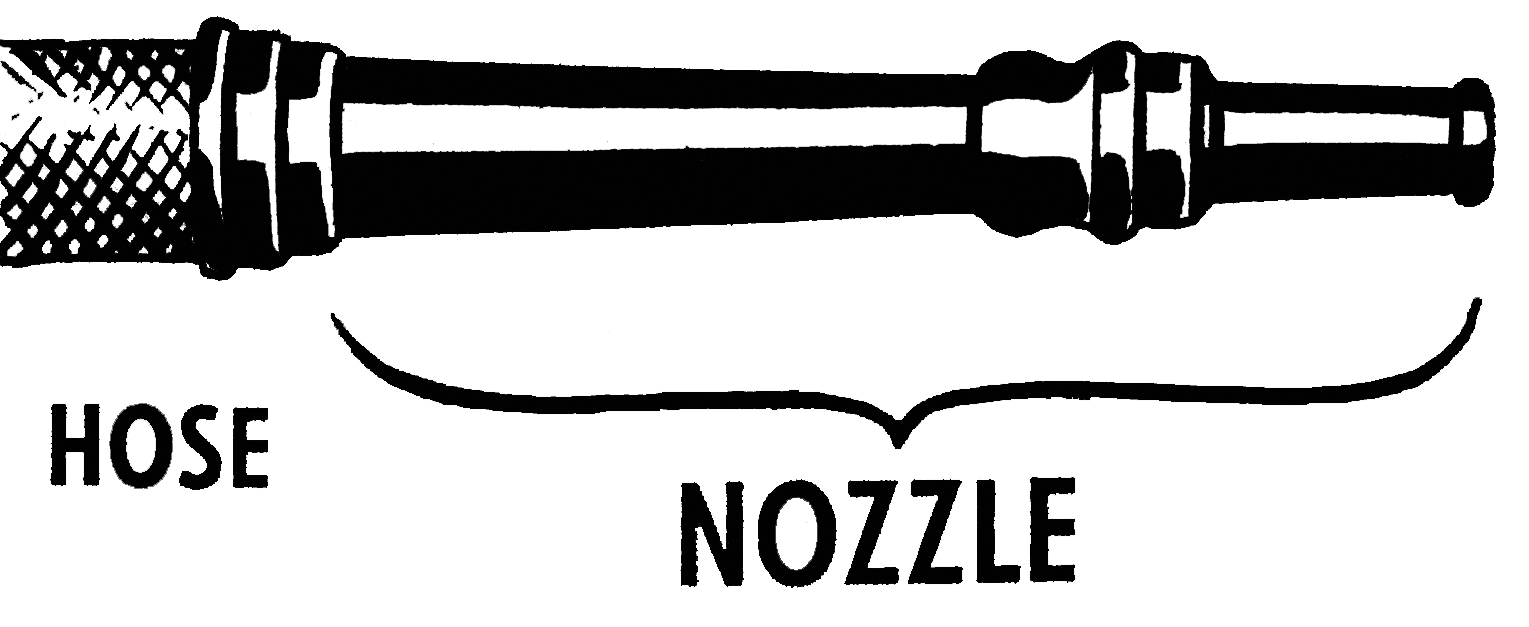
Ajutaj convergent la capătul unui furtun

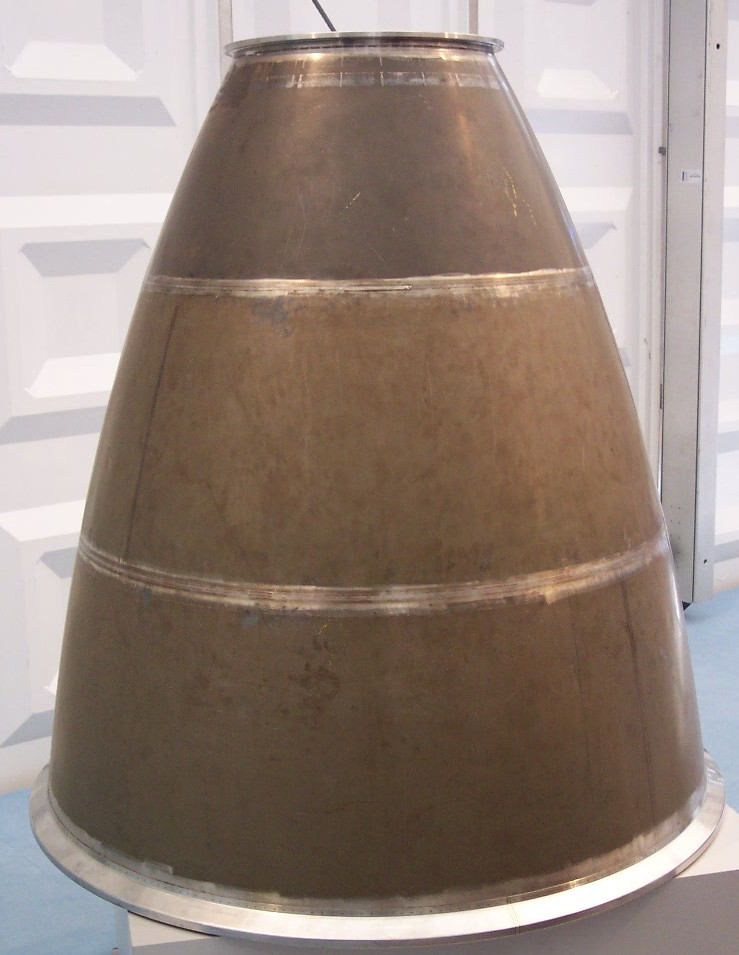
Ajutaj divergent al unei rachete Ariane 5

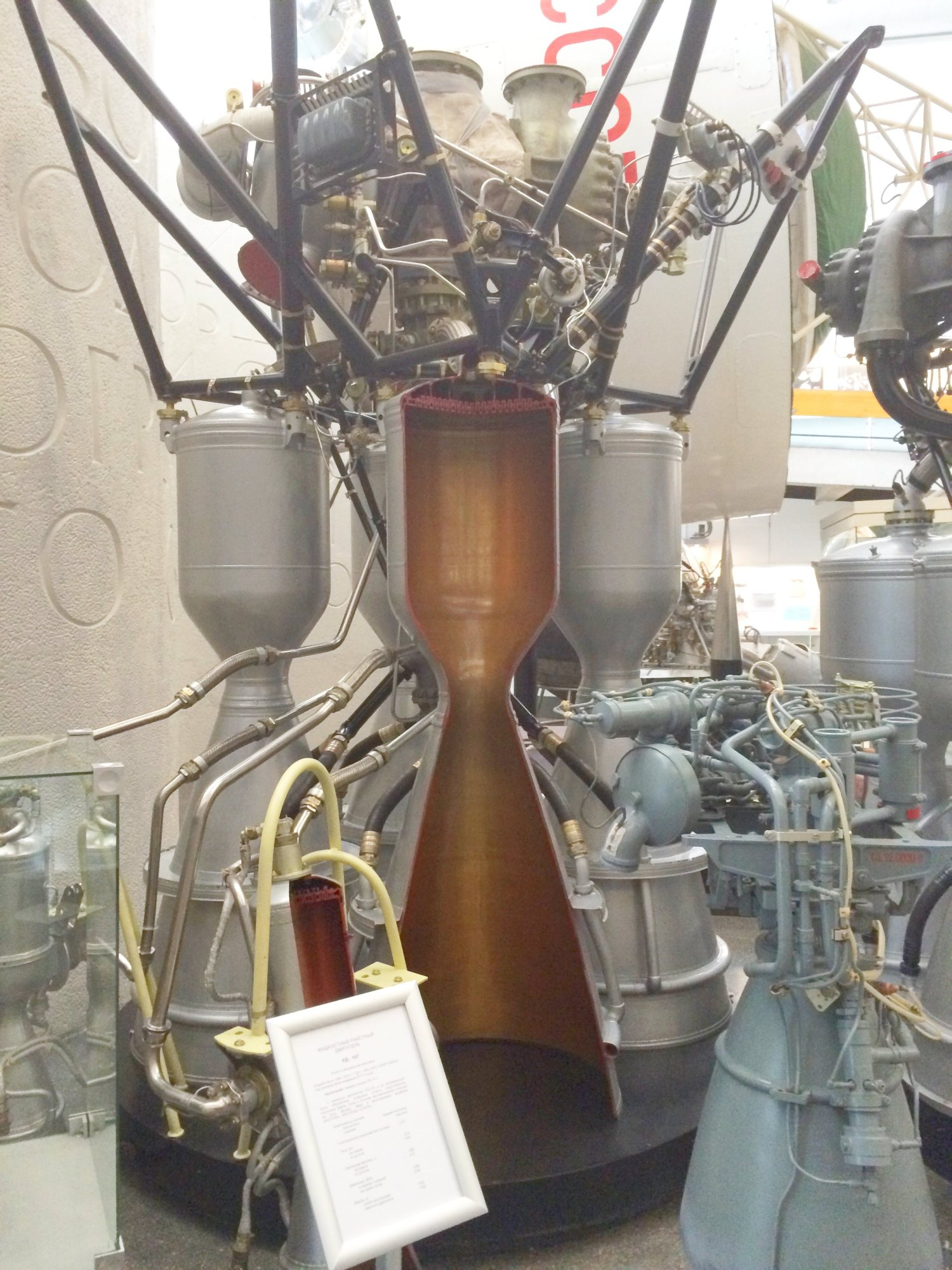
Ajutaj convergent-divergent într-un motor reactiv

După modul în care variază secțiunea în sensul curgerii, ajutajele se împart în:
- Ajutaje cu secțiune constantă, numite curent duze, la care secțiunea nu variază. Acest tip de ajutaje este folosit la direcționarea jeturilor de lichide sau gaze.
- Ajutaje convergente, numite curent doar ajutaje, la care secțiunea scade constant. Aceste ajutaje se folosesc pentru accelerarea curgerii gazelor sau lichidelor. În aceste ajutaje curgerea gazelor este subsonică, viteza maximă care se poate obține este viteza sunetului.
- Ajutaje divergente, numite și difuzoare, la care secțiunea crește constant. În aceste ajutaje curgerea gazelor poate fi fie subsonică, fie supersonică.
- Ajutaje convergent-divergente, numite și ajutaje de Laval, la care inițial secțiunea scade și apoi crește. În aceste ajutaje curgerea gazelor poate fi atât subsonică (în întregul ajutaj), cât și supersonică (în porțiunea divergentă).

## Modelarea matematică a curgerii prin ajutaje
Modelarea matematică a curgerii printr-un ajutaj se face cu ecuația de continuitate (ecuația de conservare a masei), a cărei formă vectorială este:
{\displaystyle {\frac {\partial \rho }{\partial t}}+\nabla \cdot (\rho {\overrightarrow {V}})=0}.

### Curgerea lichidelor
La curgerea printr-un ajutaj lichidele sunt considerate incompresibile, cu densitatea {\displaystyle \rho } constantă. Ca urmare, ecuația de conservare a masei se reduce la faptul că debitul volumic {\displaystyle {\dot {V}}} este constant:
{\displaystyle {\dot {V}}=Aw={\text{constant}}}
unde A este aria secțiunii, iar w este viteza de curgere. Adică viteza este invers proporțională cu secțiunea. Pentru secțiune constantă rezultă că și viteza este constantă.

### Curgerea gazelor
Deoarece uzual lungimea ajutajelor este mică se neglijează efectul diferenței de înălțime între secțiunile de intrare și ieșire, adică {\displaystyle dz=0.} Deoarece vitezele de curgere sunt mari, schimbul de căldură cu exteriorul este mic și se poate neglija — o curgere printr-un ajutaj este considerată adiabatică, {\displaystyle \delta q=0.} În condiții ideale curgerea este considerată fără frecare, {\displaystyle \delta l_{f}=\delta q_{f}=0} și fără a efectua lucru mecanic, {\displaystyle \delta l=0.}
Pentru gaze, ecuația de continuitate devine:
{\displaystyle {\frac {dA}{A}}+{\frac {dw}{w}}={\frac {dv}{v}}}
unde v este volumul masic al gazului.
Ecuația de continuitate se scrie de obicei sub forma {\displaystyle {\dot {m}}=A\,\psi ={\text{constant}},} unde funcția {\displaystyle \psi } are expresia:
{\displaystyle \psi =\left({\frac {p}{p_{1}}}\right)^{\frac {1}{\gamma }}{\sqrt {{\frac {\gamma }{\gamma -1}}\left[1-\left({\frac {p}{p_{1}}}\right)^{\frac {\gamma -1}{\gamma }}\right]}}}
unde {\displaystyle \gamma } este exponentul adiabatic al gazului,
p1 este presiunea gazului în secțiunea de intrare a ajutajului, iar
p este presiunea gazului într-o secțiune oarecare a ajutajului.
Funcția {\displaystyle \psi } are un maxim pentru raportul critic de presiuni:
{\displaystyle {\frac {p_{cr}}{p_{1}}}=\left({\frac {2}{\gamma +1}}\right)^{\frac {\gamma }{\gamma -1}}}
valoarea maximă a funcției fiind:
{\displaystyle \psi _{max}==\left({\frac {2}{\gamma +1}}\right)^{\frac {1}{\gamma -1}}{\sqrt {\frac {\gamma }{\gamma +1}}}\,.}
Pentru o curgere izentropică, viteza gazului la ieșire este:
{\displaystyle w_{2}={\sqrt {2(h_{1}-h_{2})+w_{1}^{2}}}}
unde {\displaystyle h_{1},\,h_{2}} sunt entalpiile gazului la intrare, respectiv la ieșire, iar {\displaystyle w_{1}} este viteza gazului la intrare.
Exprimată în funcție de presiuni, relația precedentă devine:
{\displaystyle w_{2}={\sqrt {{\frac {2\gamma }{\gamma -1}}p_{1}v_{1}\left[1-\left({\frac {p}{p_{1}}}\right)^{\frac {\gamma -1}{\gamma }}\right]}}}
unde {\displaystyle v_{1}} este volumul masic al gazului la intrare. Relația este cunoscută sub numele de formula lui Saint-Venant.